# Kamaka manieni
Kamaka manieni is een vlokreeftensoort uit de familie van de Kamakidae. De wetenschappelijke naam van de soort is voor het eerst geldig gepubliceerd in 1998 door Asari.